# Tylecodon petrophilus
Tylecodon petrophilus är en fetbladsväxtart som beskrevs av Van Jaarsv. och A.E.van Wyk. Tylecodon petrophilus ingår i släktet Tylecodon och familjen fetbladsväxter. Inga underarter finns listade i Catalogue of Life.